# Epinephelus morrhua
Epinephelus morrhua é uma espécie de peixe Perciformes da família Serranidae.